# 동양학
동양학(東洋學, Oriental studies)은 동양이라는 국가 · 여러 지역을 대상으로하는 학문 · 연구 · 사학이다.
동양학은 근동 및 극동의 사회와 문화, 언어, 민족, 역사 및 고고학을 연구하는 학문 분야이다. 최근 몇 년 동안 이 주제는 종종 중동 연구 및 아시아 연구라는 새로운 용어로 바뀌었다. 오늘날 유럽의 전통 동양학은 일반적으로 이슬람 연구 분야에 초점을 맞추고 있으며 중국, 특히 전통 중국에 대한 연구는 종종 중국학이라고 불린다. 일반적으로, 특히 미국에서 동아시아에 대한 연구는 종종 동아시아 연구라고 불린다.
이전에 "동양"으로 알려진 지역에 대한 유럽의 연구는 주로 종교적 기원을 가지고 있으며, 이는 최근까지 중요한 동기로 남아 있다. 그것은 부분적으로 유럽의 아브라함 종교(기독교, 유대교, 이슬람교)가 중동에서 기원했고 7세기에 이슬람이 부상했기 때문이다. 결과적으로 그러한 신앙의 기원과 일반적으로 서양 문화의 기원에 많은 관심이 있었다. 언어 지식은 문화와 역사에 대한 광범위한 연구에 선행했으며 유럽이 지역, 정치적, 경제적 영향력을 확대하기 시작하면서 학문적 연구의 성장을 장려했다. 18세기 후반에 고고학은 다양한 수단을 통해 가져온 유물이 유럽 전역의 박물관에 전시되면서 학문 분야에서 광범위한 유럽 대중으로 연결되는 연결 고리가 되었다.
현대 연구는 제국주의적 태도와 이해관계, 그리고 지중해와 유럽의 작가와 사상가들의 "이국적인" 동양에 대한 매혹에 의해 영향을 받았고, 예술가들의 이미지로 포착되었다. "오리엔탈리즘"이라고 불리는 서양. 지난 세기 동안 지역 자체의 학자들이 학문에 동등한 조건으로 참여했다.

## 같이 보기
- 성서학
- 불교학
- 헤브라이즘
- 기독교의 역사
- 문헌학
- 비단길